# Sigiriya
Sigiriya, též Sigirija nebo Lví skála je skalní pevnost a archeologické naleziště na Srí Lance. Nachází ve Střední provincii, přibližně 150 km severovýchodně od Kolomba. Přírodní dominantou lokality je sopečný komín s plochým vrcholem vysoký 180 m. Díky své historické hodnotě byla oblast v roce 1982 zapsána na Seznamu světového dědictví UNESCO. Celá oblast je častým cílem turistů. 

## Historie
Jádro naleziště tvoří pozůstatky palácového komplexu, který vznikl v 5. století za vlády krále Kassyapa (477–495). Nachází se zde také velké množství nástěnných maleb a pozůstatky rozlehlých zahrad. Zhruba v polovině výše byly pod skalním převisem zhotoveny fresky převážně žen s odhalenými ňadry (oblačných dívek), které jsou dnes přístupné po ocelovém točitém schodišti. Podle nápisu bylo původně 500 těchto kreseb, které se nápadně podobají freskám v Adžantě. Dnes je jich stále k vidění 22, částečně restaurovaných v 70. letech 20. století. 

## Výskyt v literatuře
Ruiny pevnosti Sigirija a okolní rozlehlé zahrady jsou ústředním motivem románu Rajské fontány od britského spisovatele Arthura C. Clarkea. V knize se skalní pevnost Sigirija jmenuje Jakkagala a nachází se na fiktivním ostrově Taprobané, který se však téměř zcela shoduje se současnou Srí Lankou.

## Fotogalerie

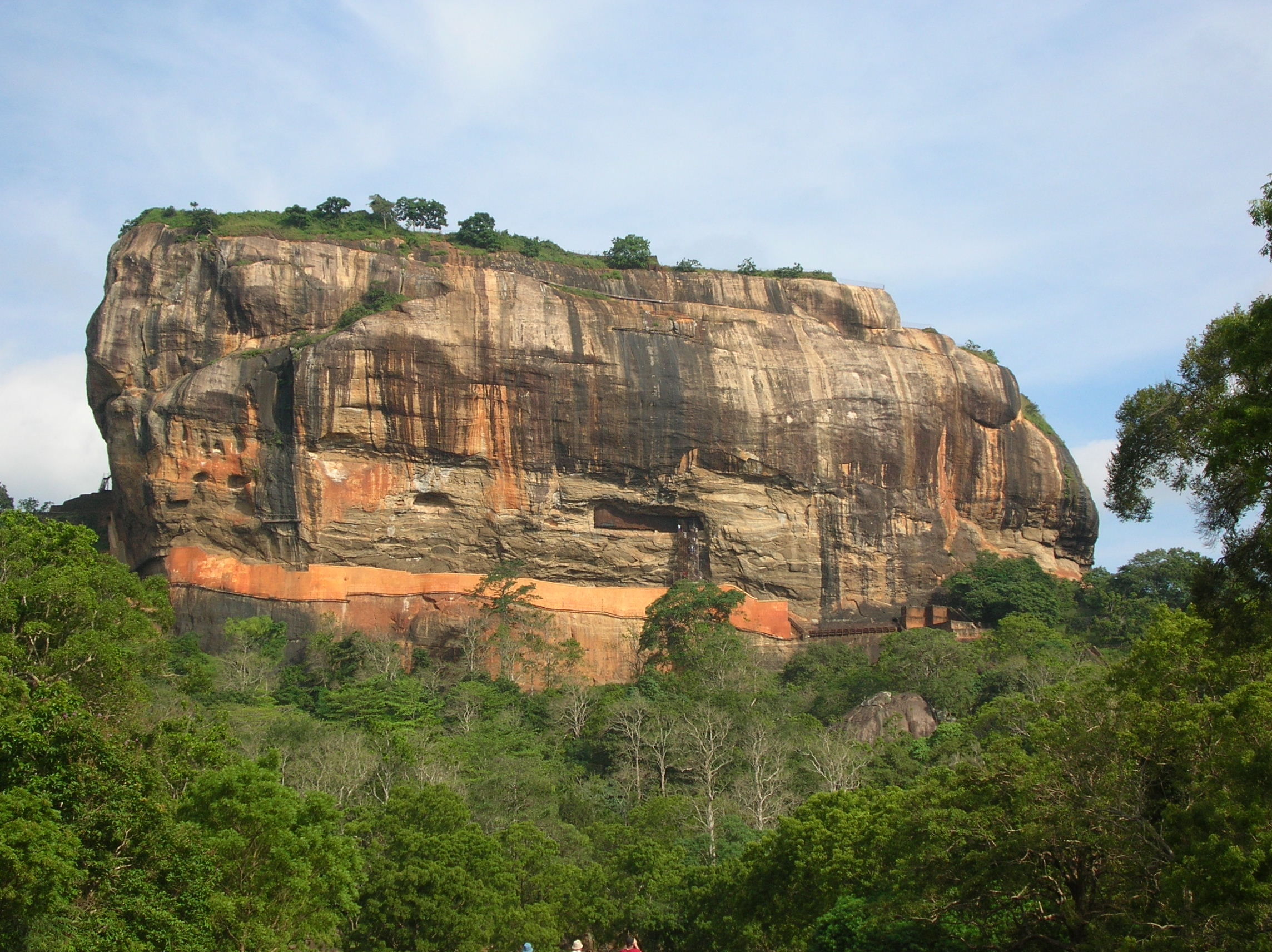
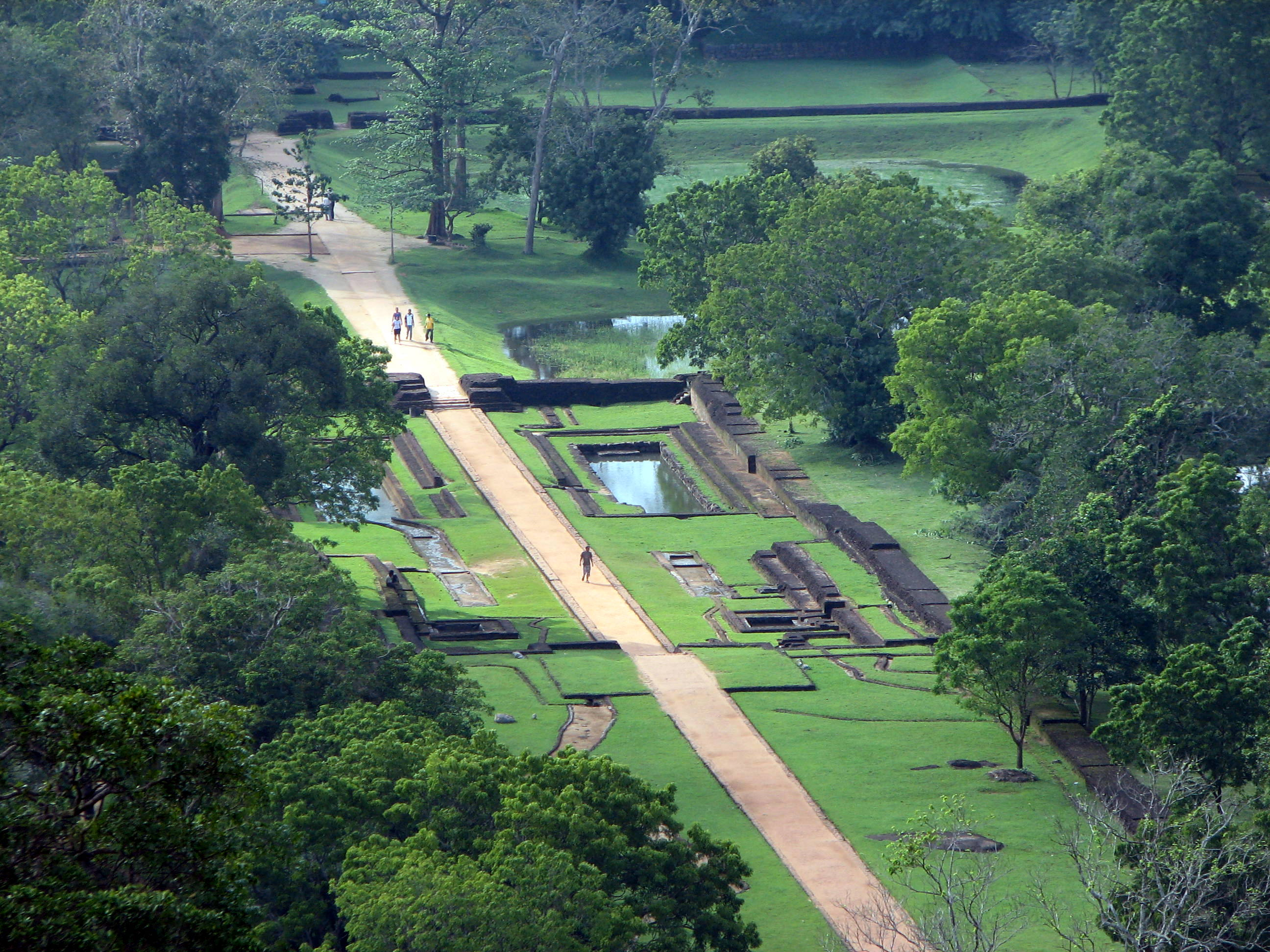
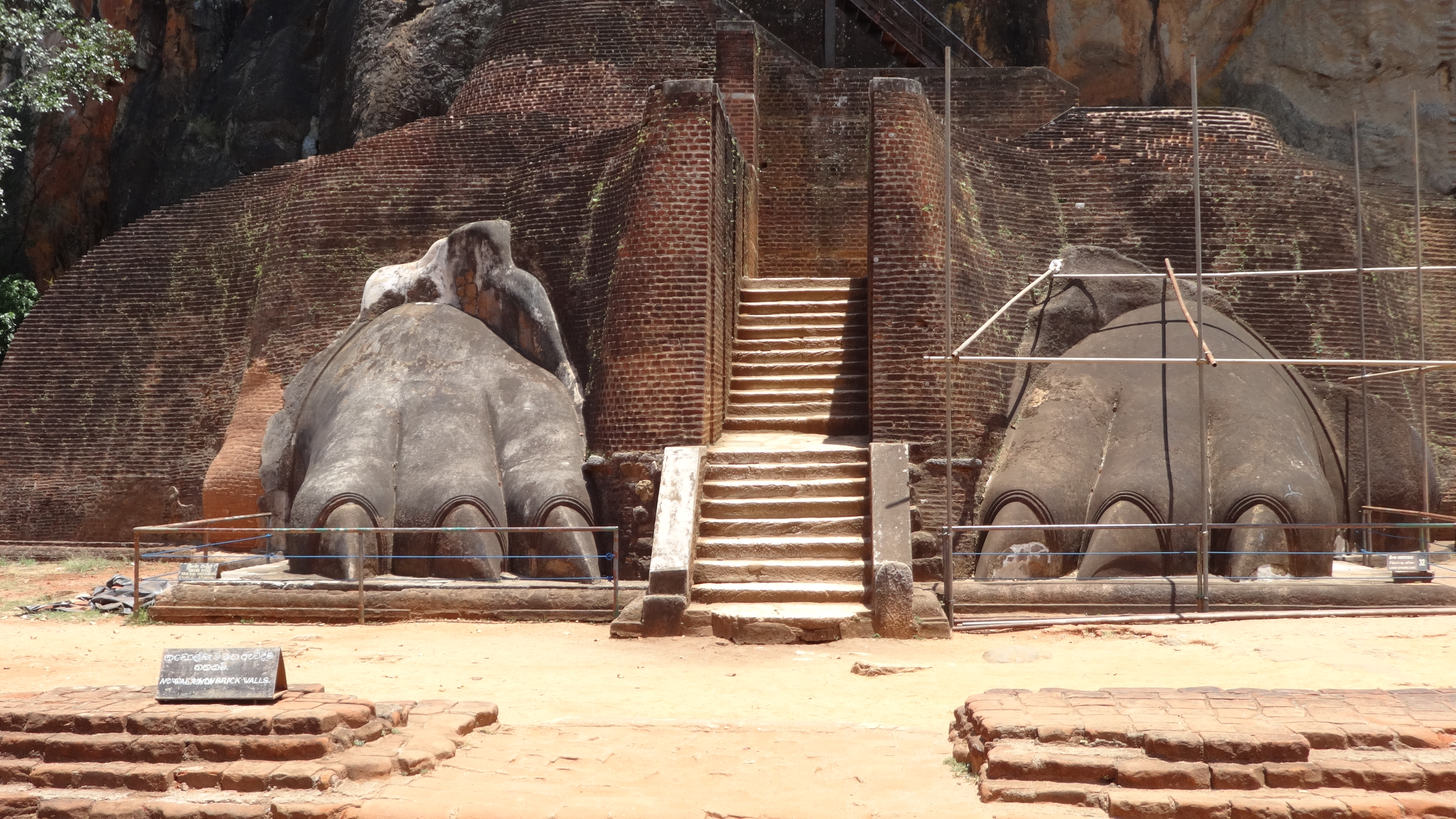
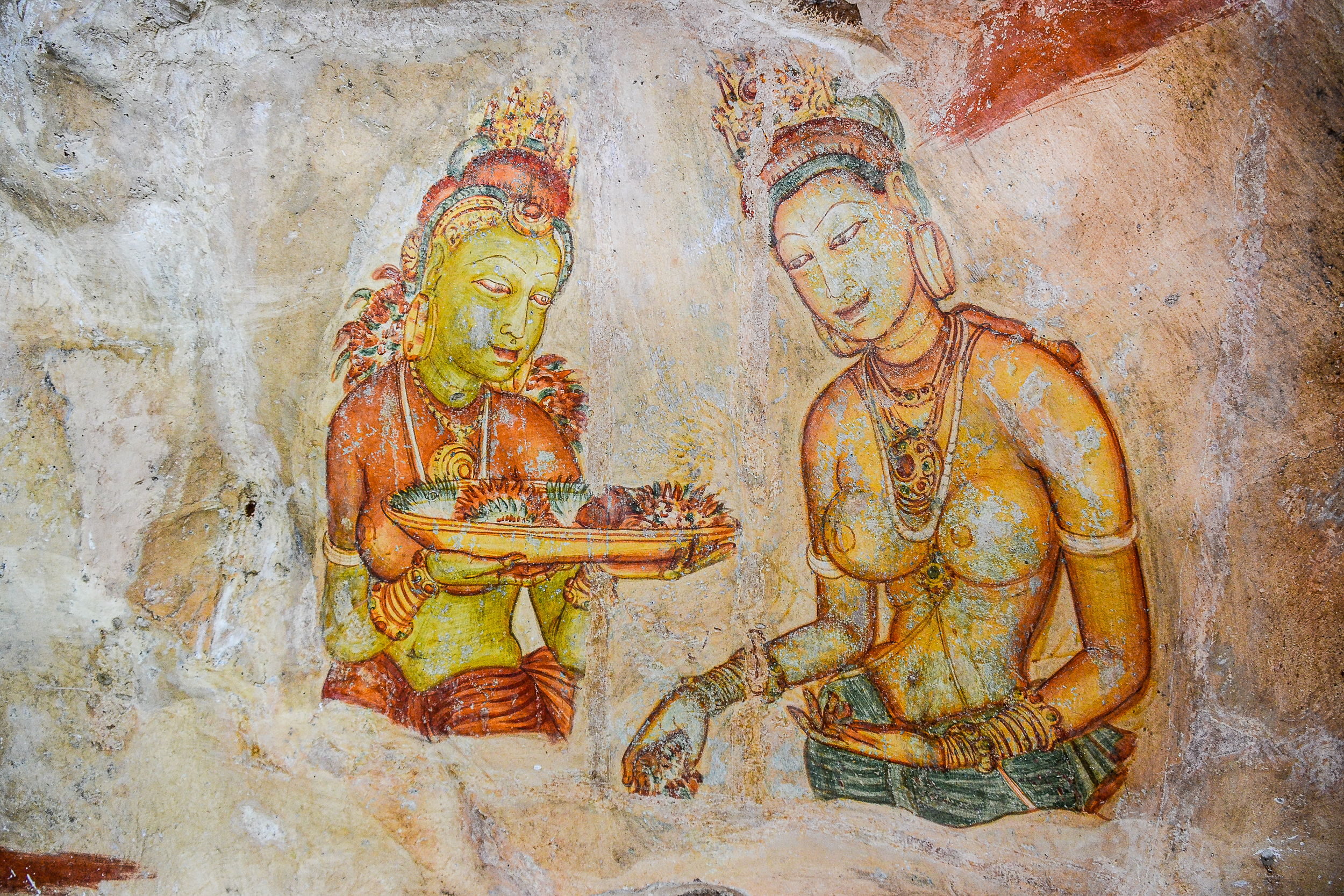